# Kim Jun-ho
Kim Jun-ho (26 maggio 1994) è uno schermidore sudcoreano, specializzato nella sciabola.

## Palmarès
- Giochi olimpici

Tokyo 2020: oro nella sciabola a squadre.
- Mondiali:

Lipsia 2017: oro nella sciabola a squadre.
Wuxi 2018: oro nella sciabola a squadre e bronzo nella sciabola individuale.
Budapest 2019: oro nella sciabola a squadre.
Il Cairo 2022: oro nella sciabola a squadre.
Milano 2023: argento nella sciabola a squadre.
- Campionati asiatici

Wuxi 2016: argento nella sciabola a squadre.
Hong Kong 2017: oro nella sciabola a squadre.
Bangkok 2018: bronzo nella sciabola individuale e nella sciabola a squadre.